# Латеніум
Латеніум  (фр. Laténium) — це археологічний музей, розташований у передмісті Невшатель (Швейцарія). Його назва посилається на археологічну культуру кельтських племен Європи залізної доби, що походить від городища Ла Тен (фр. La Tène) у Швейцарії (так звана латенська культура).

## Експозиція
Латеніум складається з парка площею 2500 м² та будівлі музею, в якій також знаходиться археологічна секція університету Невшателя. Парк містить дольмени, реконструкції доісторичних та античних споруд (зокрема, будинок часів Ла-Тена, гало-римський корабель та кельтський міст), а також сучасні твори мистецтва. У музеї представлено рештки страдавнього човна, 20-метровий гало-римський корабель, знайдений у Беве (фр. Bevaix). В експозиціях виставлені предмети з періодів від палеоліту до Римської імперії, а також залишки мадленського мисливського табору.
Одним з важливих експонатів є Венера Невшательська (також Венера з Монруца, фр. Vénus de Monruz) — палеолітична міні-скульптура, що знайдена в 1990 році у передмісті Монруц Невшателя в ході охоронних розкопок на місці будівництва шосе A5. Статуетка була створена близько 12-13 тис. років тому і відноситься до культури Мадлен. Як матеріал для виготовлення древній скульптор використовував гагат, який легко піддається обробці. Досить мала за розмірами (1,8 см заввишки), Невшательська Венера абстрактно передає форму вигнутого жіночого тіла з виступаючими сідницями. Можливо статуетка використовувалася в якості підвіски або амулета, про що свідчить висвердлений наскрізний отвір в її верхній частині.
Заслуговує на увагу колекція кельтської зброї часів бронзової та залізної доби. Зокрема, унікальними експонатами є бронзовий меч з декоративним верхів'ям рукоятки у вигляді антен, а також меч з антропоморфною рукояткою.

## Галерея

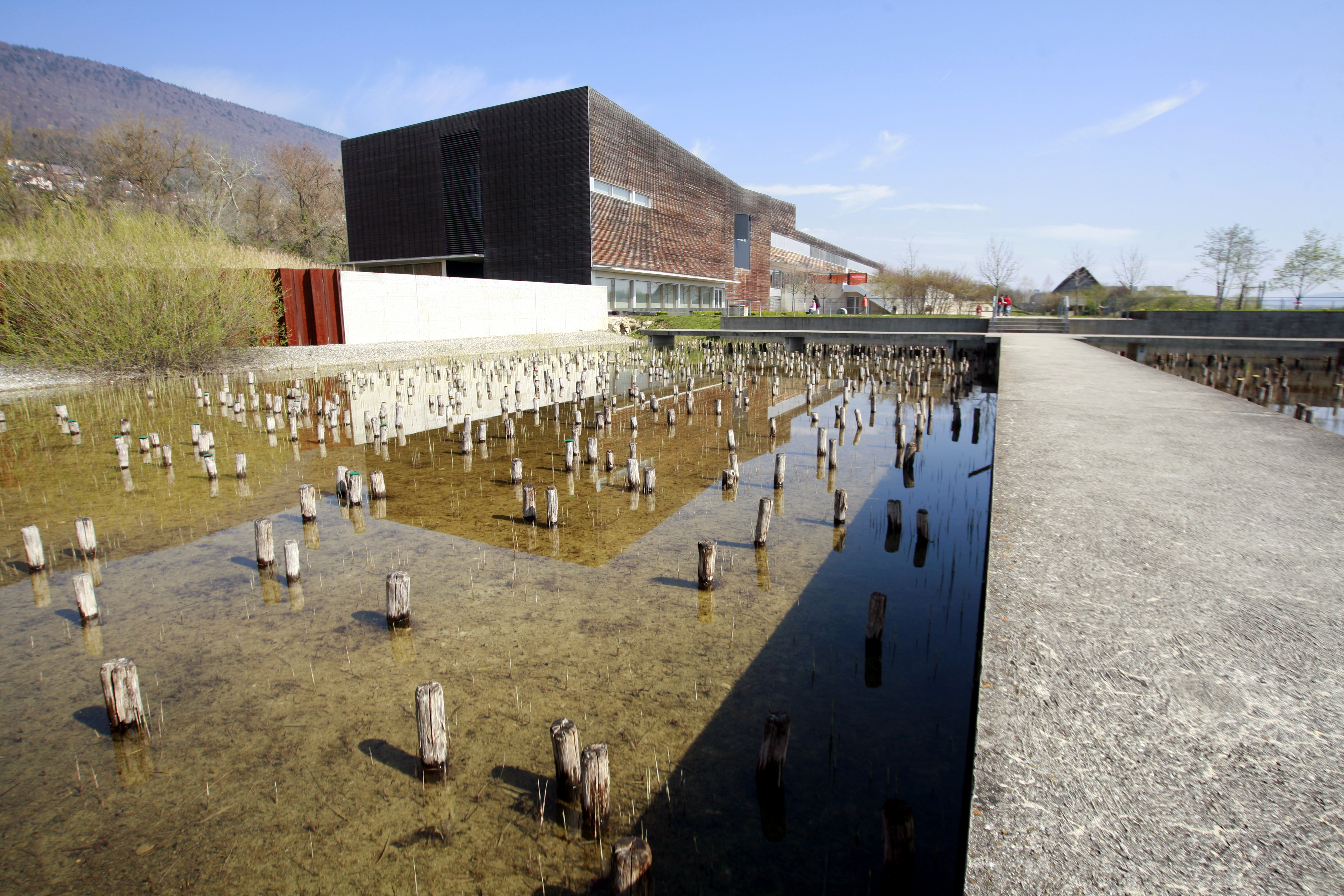
Будівля музею Латеніум
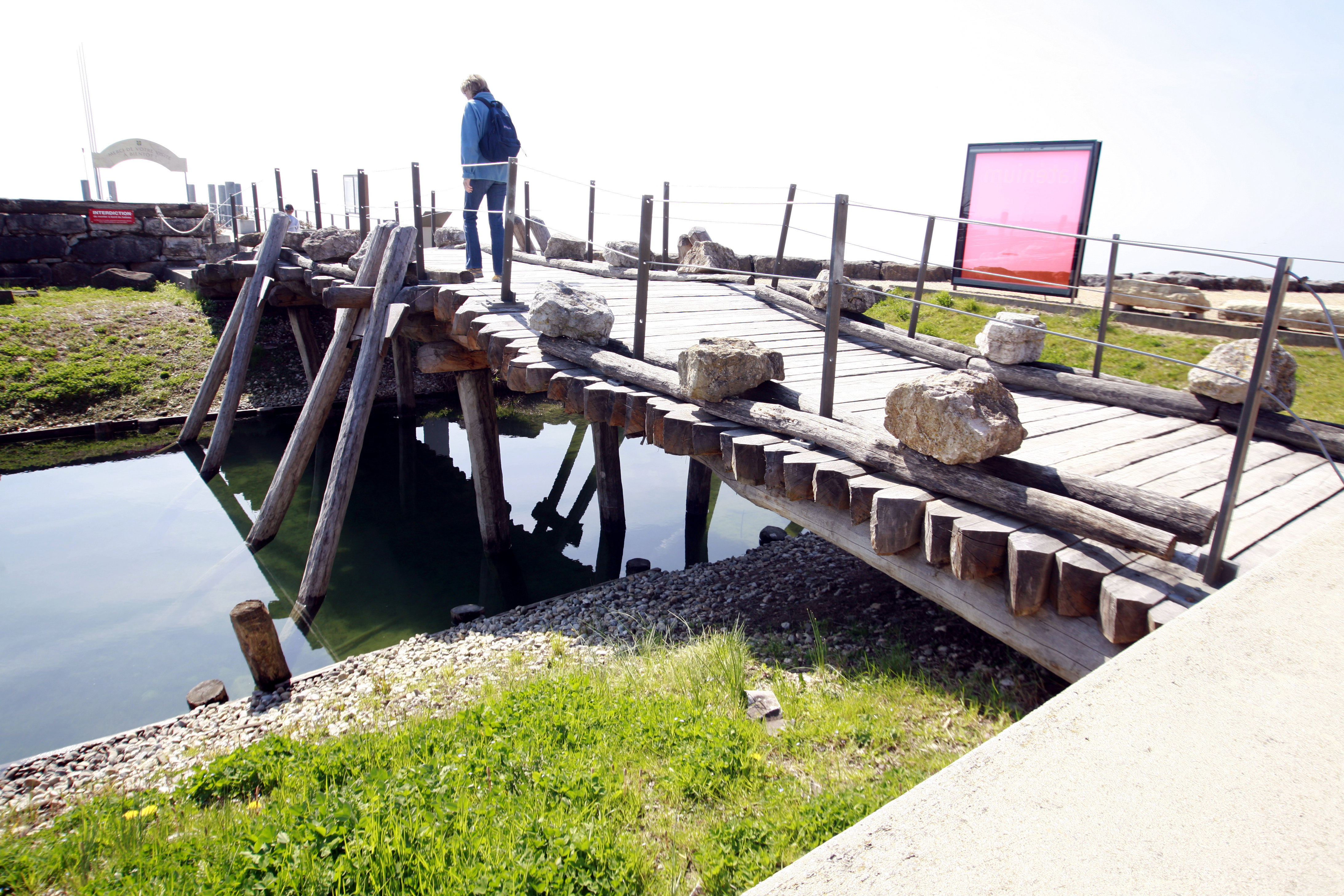
Реконструкція кельтського мосту
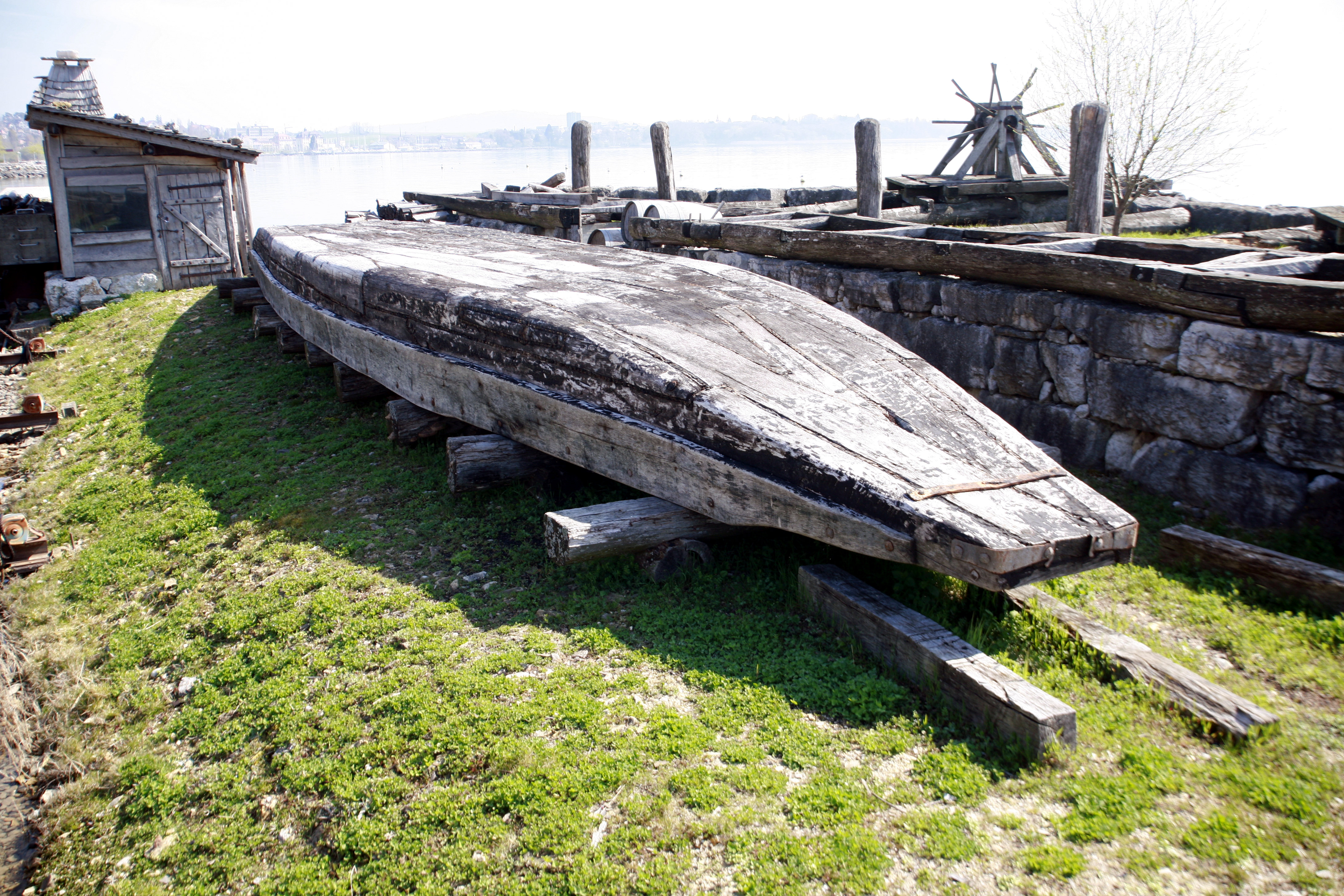
Гало-римський корабель
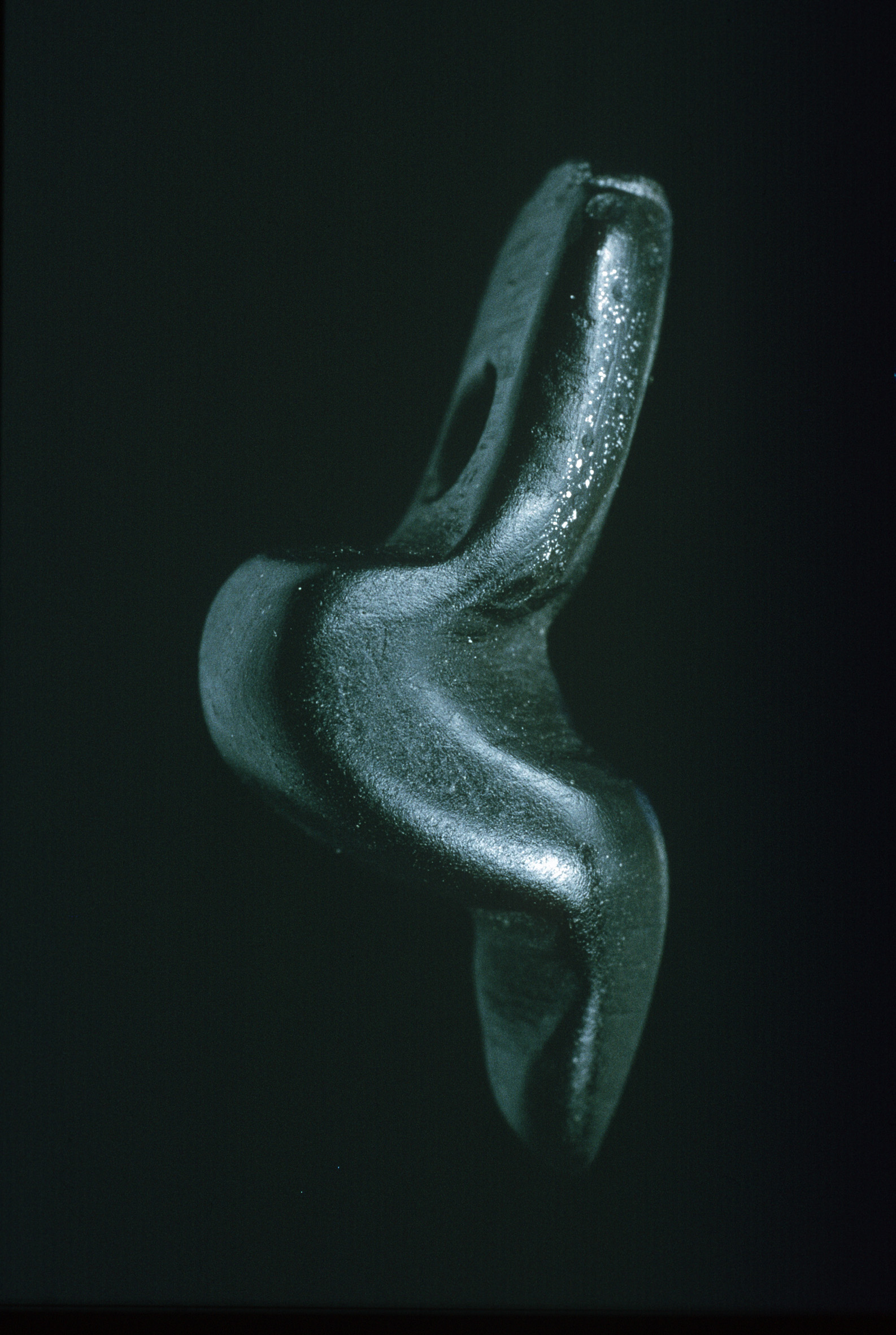
Невшательська Венера
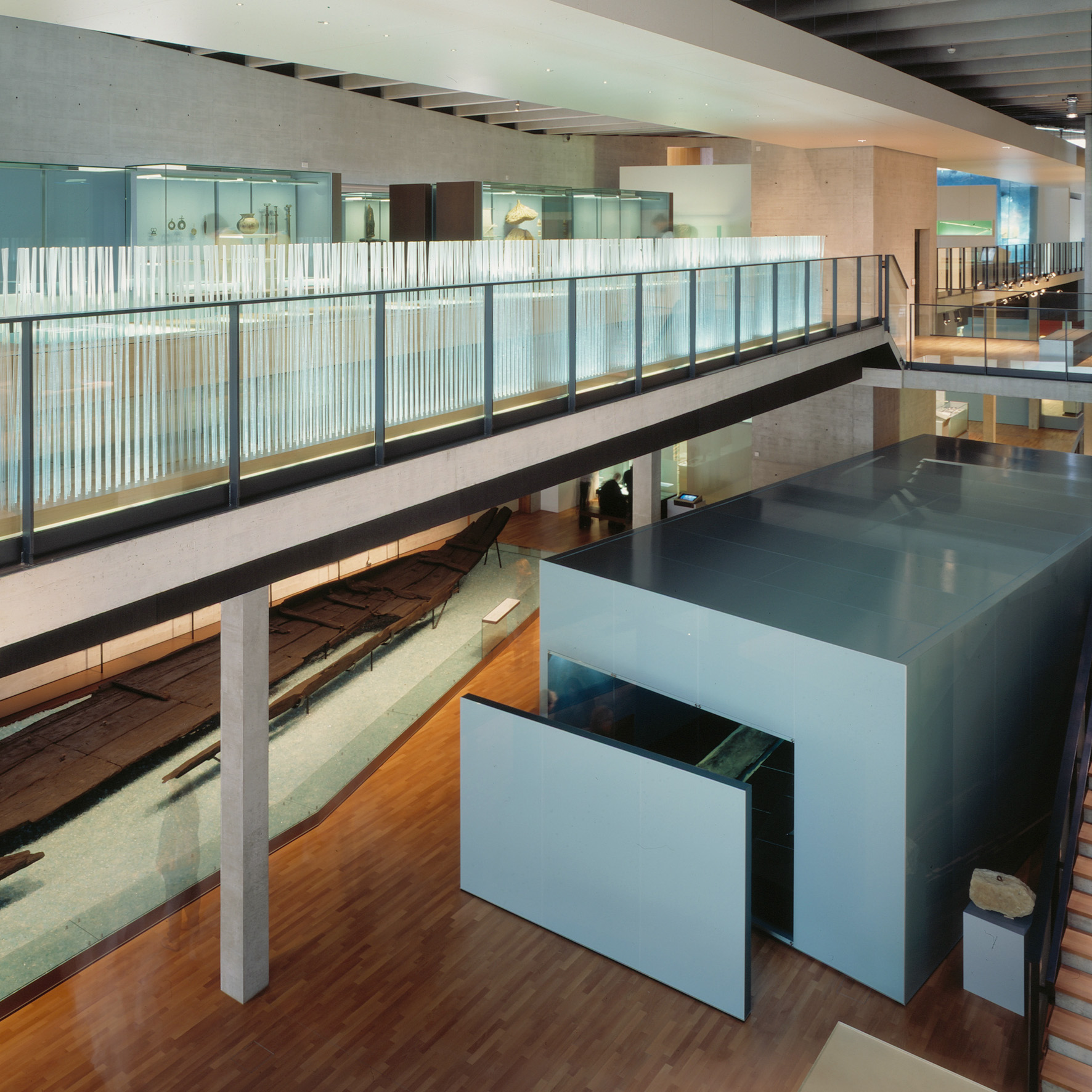
Інтер'єр музею (вид на рештки стародавнього човна)
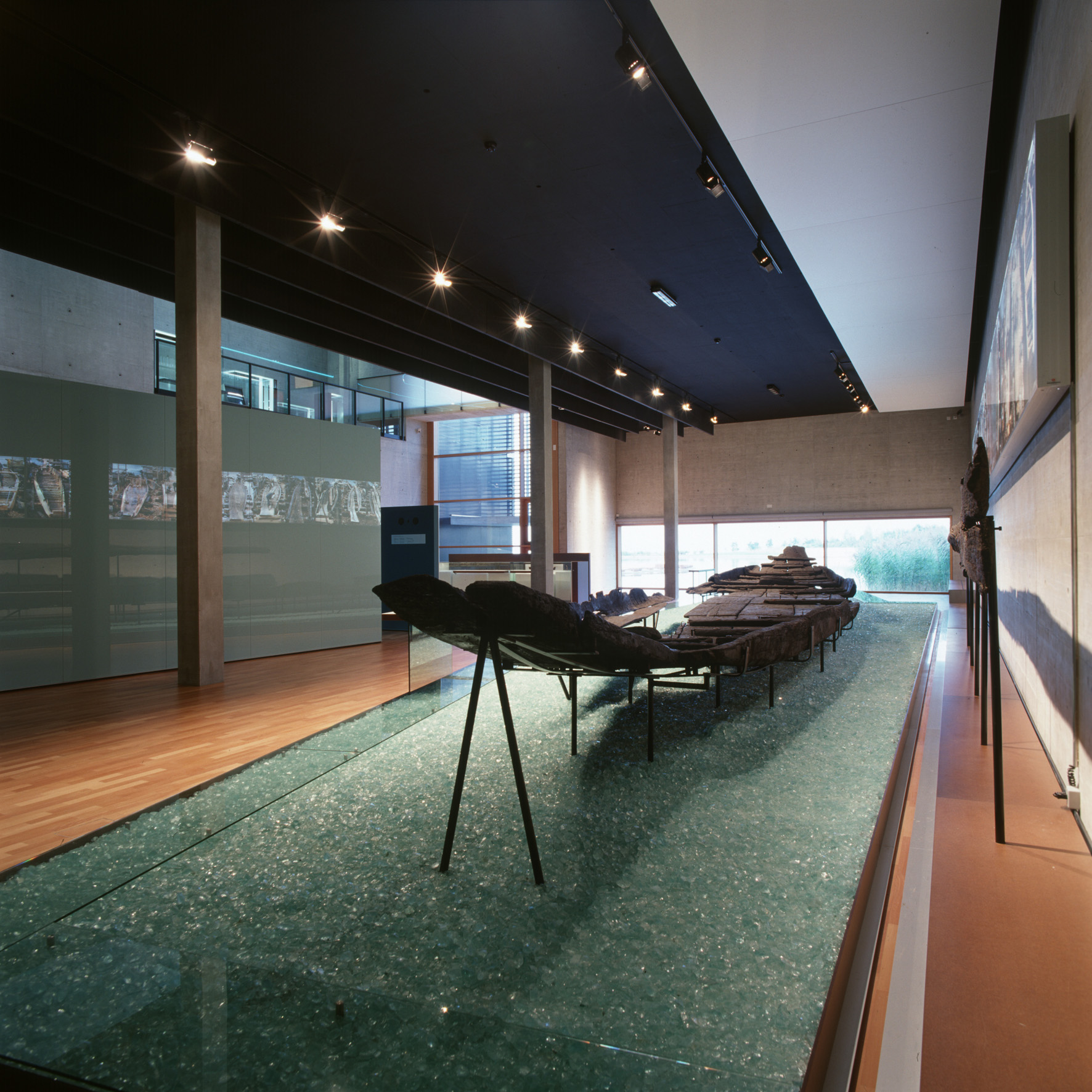
Реконструкція решток гало-римського човна
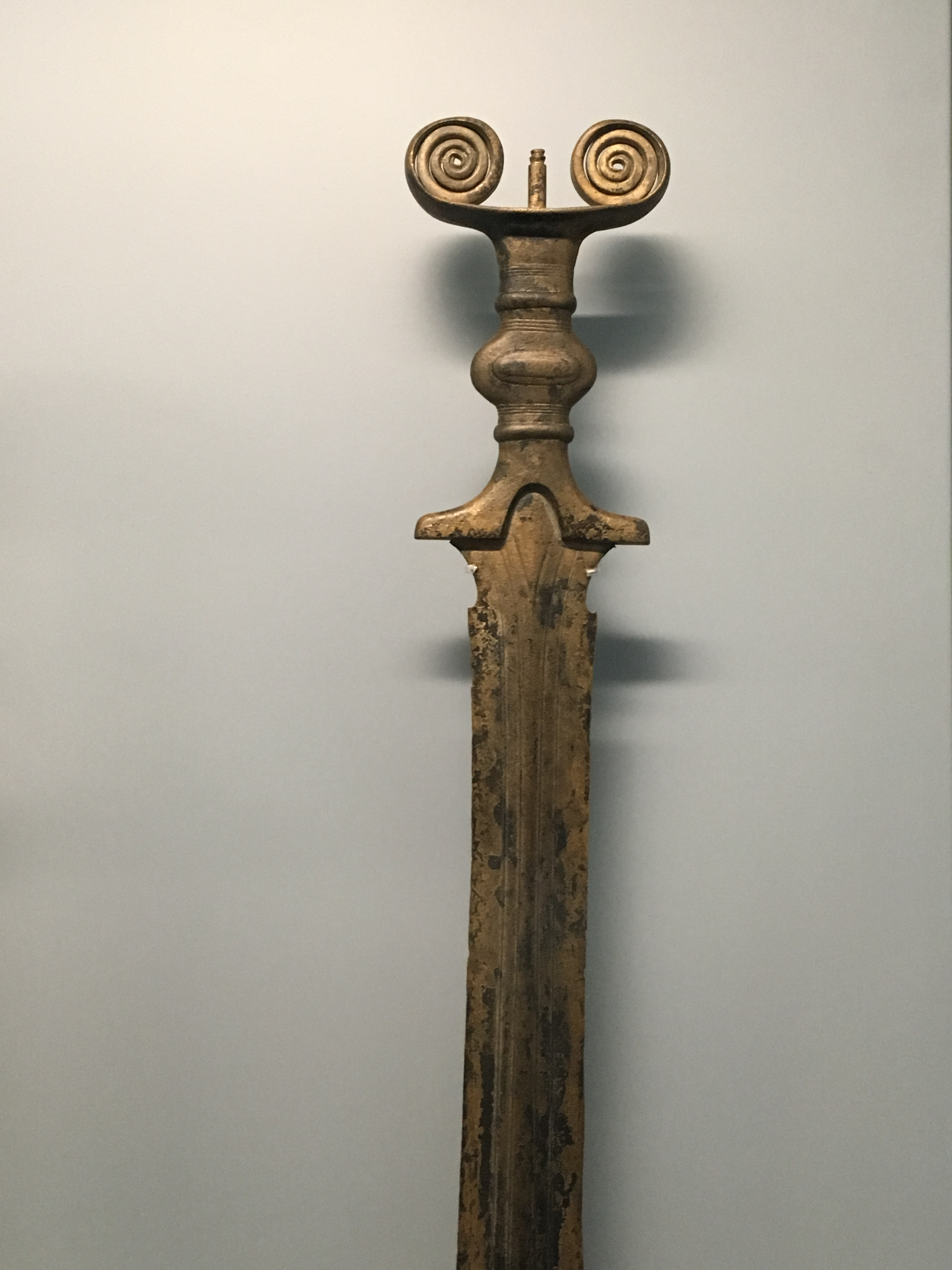
Меч з антенами[4] в Латеніумі
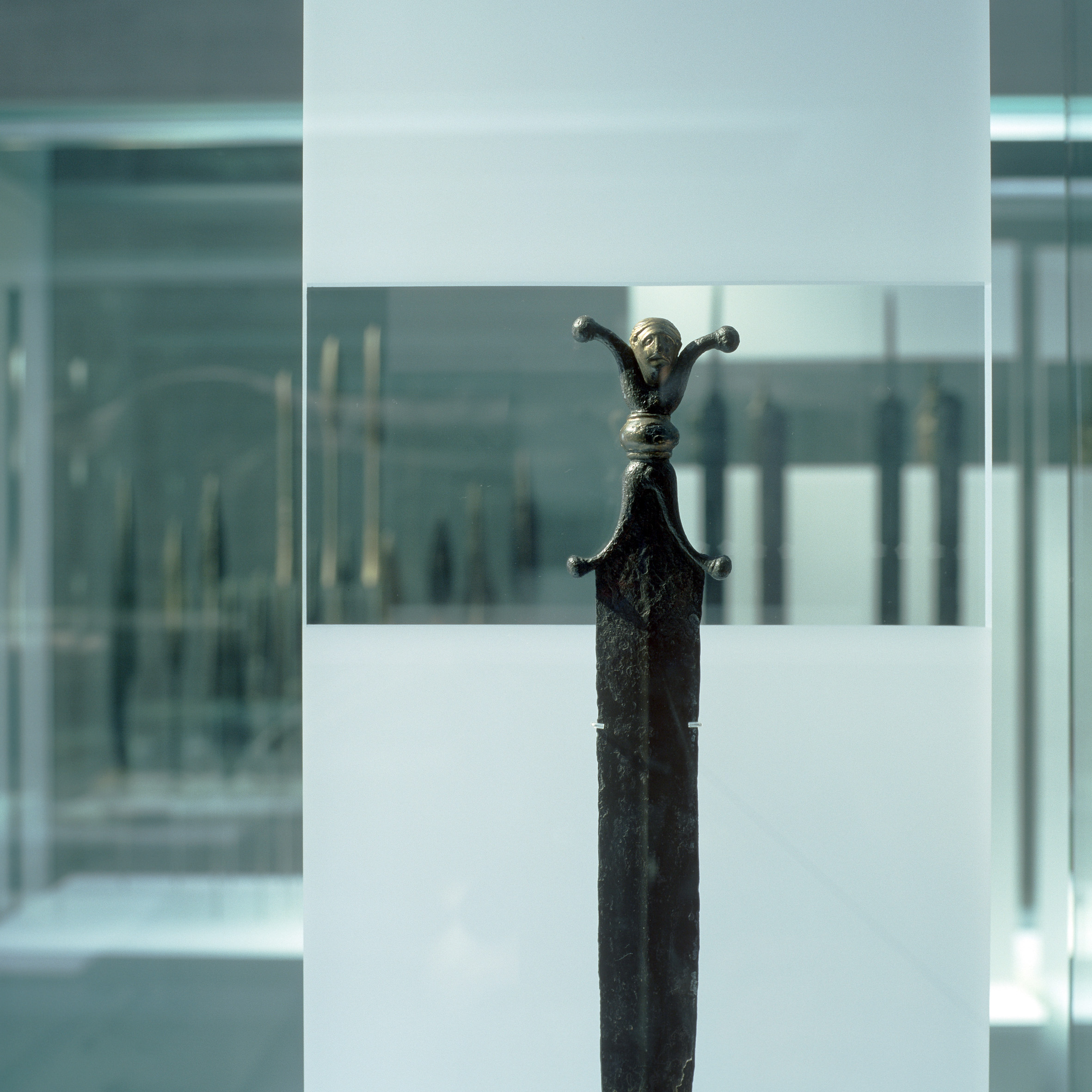
Меч з антропоморфною рукояткою